# Hydroglyphus japonicus
Hydroglyphus japonicus är en skalbaggsart som först beskrevs av Sharp 1873.  Hydroglyphus japonicus ingår i släktet Hydroglyphus och familjen dykare. Inga underarter finns listade i Catalogue of Life.